# Alcméonide (Cycle thébain)
Pour les articles homonymes, voir Alcméonide.
L’Alcméonide (en grec ancien Ἀλκμαιωνίς / Alkmaiōnis) est une épopée grecque antique perdue appartenant au cycle thébain. On ignore le nom de son auteur et le nombre de vers ou de chants qu'elle comptait. Il n'en reste que de rares fragments et des témoignages indirects.

## Fragments et témoignages connus
Le texte de l’Alcméonide est presque entièrement perdu. Moins d'une dizaine de vers de l'épopée ont été conservés, cités par trois sources : une scholie à la tragédie Andromaque d'Euripide, qui conserve trois vers d'une scène de combat entre Télamon et Pélée ; un passage des Deipnosophistes d'Athénée qui cite un peu plus de trois vers décrivant un personnage non identifié rendant les honneurs funèbres à plusieurs cadavres ; et l'article « Zagreus » de l’Etymologicum Gudianum, qui cite un vers d'invocation à Gê (la Terre) et à Zagreus, ce dernier étant qualifié de plus grand de tous les dieux.
Plusieurs témoignages indirects fournissent des informations ponctuelles sur des détails de l'épopée. La Bibliothèque du pseudo-Apollodore, en relatant la jeunesse du héros Tydée, rapporte la version de l’Alcméonide, dans laquelle Tydée est exilé pour avoir tué les fils de Mélas, qui complotaient contre Œnée : Pheneus, Euryalos, Hyperlaos, Antiochos, Eumèdès, Sternops, Xanthippos et Sthénélaos. Strabon, dans sa Géographie, indique que, dans l’Alcméonide, Icarios, le père de Pénélope, avait deux fils, Alyzeus et Leukadios, et qu'ils régnaient en Acarnanie avec leur père. Une scholie à la tragédie Oreste d'Euripide indique que dans cette pièce, Euripide semble suivre la version de l’Alcméonide à propos de l'agneau d'or découvert dans les troupeaux d'Atrée et qui se trouve à l'origine de la querelle entre les frères Atrée et Thyeste, version qui est également celle d'un autre auteur, Denys le Cyclographe. Enfin, un passage du traité Sur la piété de Philodème place la vie du poète de l’Alcméonide au temps de Cronos, de même que celle d'Hésiode et de Sophocle.

## Hypothèses sur l'auteur, la date et le contenu de l'épopée
On suppose que, d'après son titre, l’Alcméonide avait pour événement principal le meurtre par Alcméon de sa mère Ériphyle, pour venger la mort de son père Amphiaraos qui était relatée dans la Thébaïde.
Martin L. West, dans son édition des fragments épiques grecs en 2003, se fonde sur l'intérêt du poème pour l'oracle de Delphes et l'Acarnanie et sa mention de Zagreus (qui n'est pas mentionné dans la littérature grecque avant Eschyle) pour supposer que l'épopée a été composée au VIe siècle av. J.-C. ou même au début du Ve siècle av. J.-C.

### Éditions des fragments et témoignages de l’Alcméonide
- Gottfried Kinkel, Epicorum Graecorum fragmenta, vol. 1, Leipzig, 1877.
- T. W. Allen, Homeri opera. Tomus V: Hymni, Cyclus, Fragmenta, Margites, Batrachomyomachia, Vitae, Oxford, 1912  (ISBN 0-19-814534-9).
- A. Bernabé (1988), Poetae epici Graecae, pars i, Leipzig, 1988  (ISBN 978-3-598-71706-2).
- M. Davies, Epicorum Graecorum fragmenta, Göttingen, 1988  (ISBN 978-3-525-25747-0).

### Éditions avec traductions
- (en + grc) Martin L. West (éd.), Greek Epic Fragments, Loeb Classical Library, 2003, p. 58-63.

### Études savantes
- Jean Leclant (dir.), Dictionnaire de l'Antiquité, Paris, PUF, 2005.